# Maurício Tizumba
Maurício Tizumba é um instrumentista, cantor, compositor, ator e empreendedor cultural brasileiro nascido em Minas Gerais, com carreira artística estabelecida desde 1973.
Um dos mais populares artistas de Minas Gerais, Tizumba também é um dos criadores da Companhia Burlantins, um grupo teatral de rua marcado pela musicalidade e em atividade desde 1996, e do Tambor Mineiro, grupo de percussão com influência do congado, ambos culturalmente expressivos.
Entre suas composições mais conhecidas estão Sá Rainha e Maurice a Paris. 

## Carreira
Em 1981, lançou o primeiro álbum, Marasmo.
Em 1991, lançou o LP Caras e Caretas.
Em 1996, lançou o CD África Gerais.
Em 1996, foi um dos criadores da Companhia Burlantins.
Em 1998, participou da opereta O homem que sabia português.
Em 1999, recebeu, em Minas Gerais, o prêmio Pró-Música de 1999 como Músico do Ano.
Em 2000, viveu o personagem Curió no programa do SBT Ô... Coitado!.
Em 2000, estreou no cinema ao participar do longa-metragem Samba-Canção.
Em 2003, lançou o álbum Mozambique, e  viveu o personagem Samuel no filme Narradores de Javé .
Em 2009, criou o grupo Meninos de Minas, um projeto de cunho socioeducativo formado por adolescentes de bairros carentes de Betim e de Itabira, que visa difundir a percussão por meio da iniciação rítmica e da construção de instrumentos com materiais reciclados.
Em 2013, interpreta Padre Romeu na novela das onze  Saramandaia, da Rede Globo.

## Recepção crítica
Segundo a Globo Minas, Maurício Tizumba é "artista de grande relevância para a arte afro-brasileira, trazendo sempre a influência do Congado".
Em uma divulgação de apresentação do artista, a Universidade Federal de Minas Gerais lhe atribuiu uma habitual irreverência.
O jornal O Estado de S.Paulo considera notável a habilidade para contar histórias, como no espetáculo Besouro Cordão-de-Ouro, e a capacidade de estabelecer uma ligação com a plateia.
O jornal Folha de S.Paulo o classificou de um "ator completo que chega a lembrar Grande Otelo".
O jornal O Tempo dá a ele o status de multiartista.